# Tuensang
Tuensang (o Mozungjami) è una suddivisione dell'India, classificata come town committee, di 29.654 abitanti, capoluogo del distretto di Tuensang, nello stato federato del Nagaland. In base al numero di abitanti la città rientra nella classe III (da 20.000 a 49.999 persone).

## Geografia fisica
La città è situata a 26° 16' 60 N e 94° 49' 60 E e ha un'altitudine di 942 m s.l.m..

## Società

### Evoluzione demografica
Al censimento del 2001 la popolazione di Tuensang assommava a 29.654 persone, delle quali 16.625 maschi e 13.029 femmine. I bambini di età inferiore o uguale ai sei anni assommavano a 3.979, dei quali 2.020 maschi e 1.959 femmine. Infine, coloro che erano in grado di saper almeno leggere e scrivere erano 21.081, dei quali 12.357 maschi e 8.724 femmine.